# 唐唯实
唐唯实（葡萄牙語：Carlos Antunes Tavares Dias, 1958年8月14日—）是一位葡萄牙企业家。斯泰蘭蒂斯现任首席执行官。

## 生平
1958年出生于葡萄牙里斯本，父亲是一位法国保险公司会计师，母亲是一位法语教师。他对汽车的兴趣来自于14岁时观看的在埃什托里尔赛道开放日举行的赛车比赛。1981年毕业于巴黎中央理工学院。同年进入雷诺担任试车工程师，2004年加入日产汽车，2011年重返雷诺担任首席运营官。2014年担任标致雪铁龙集团董事长兼首席执行官。2021年标致雪铁龙集团与菲亚特克莱斯勒汽车合并成立斯泰蘭蒂斯后，成为首位首席执行官。
2023年10月26日代表斯泰蘭蒂斯与零跑汽车在杭州签署战略合作，投资约15亿欧元以获取零跑汽车约20%的股权。
2024 年 9 月底，该集团董事会启动了一项程序，为他的继任做好准备，尽管他的任期将持续到 2026 年。 2024年12月1日，Stellantis宣布塔瓦雷斯辞去首席执行官职务，“立即生效”。

## 家庭
已婚有三个孩子，和葡萄牙前总理若瑟·蘇格拉底关系紧密。

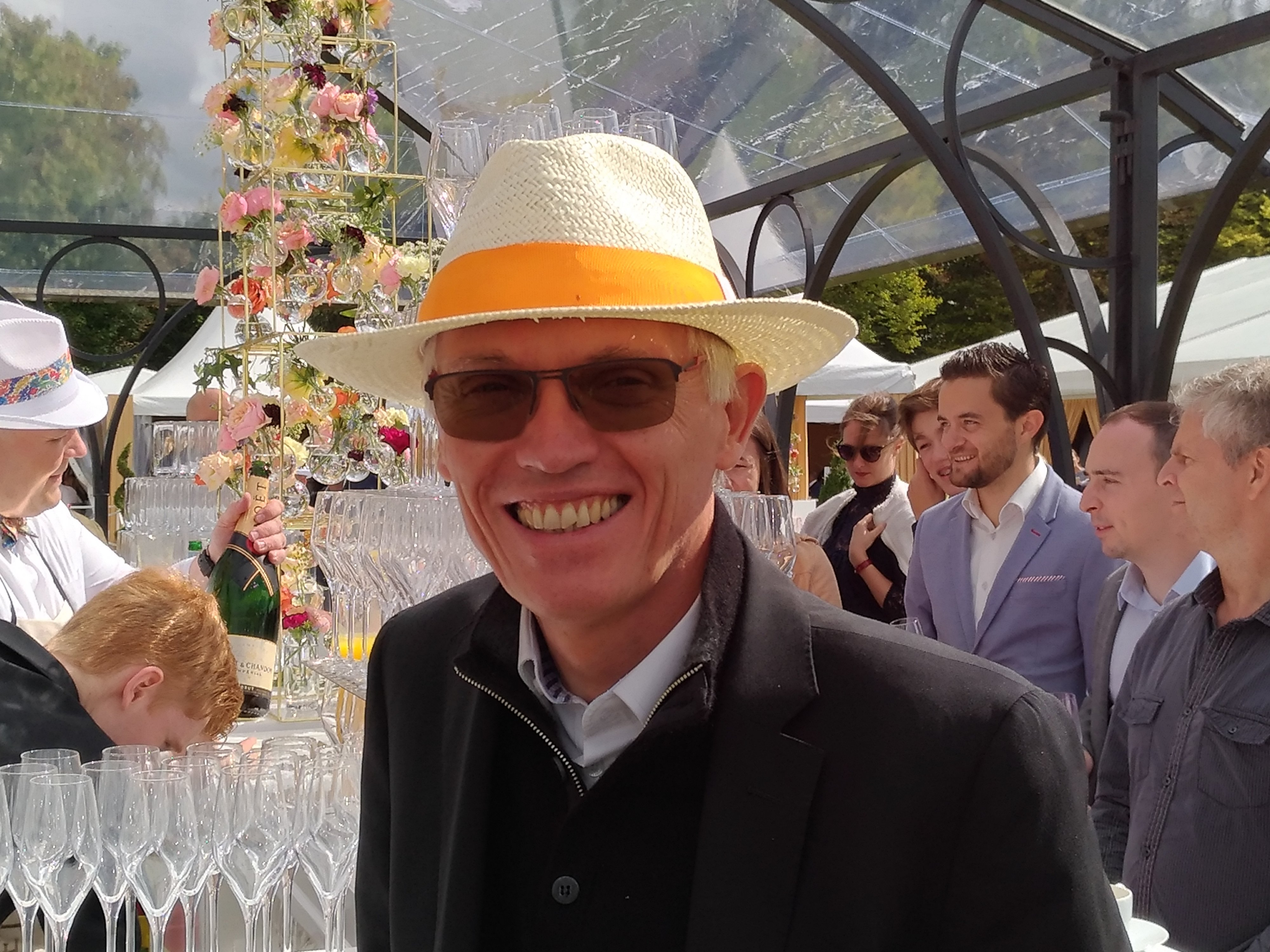
2017年
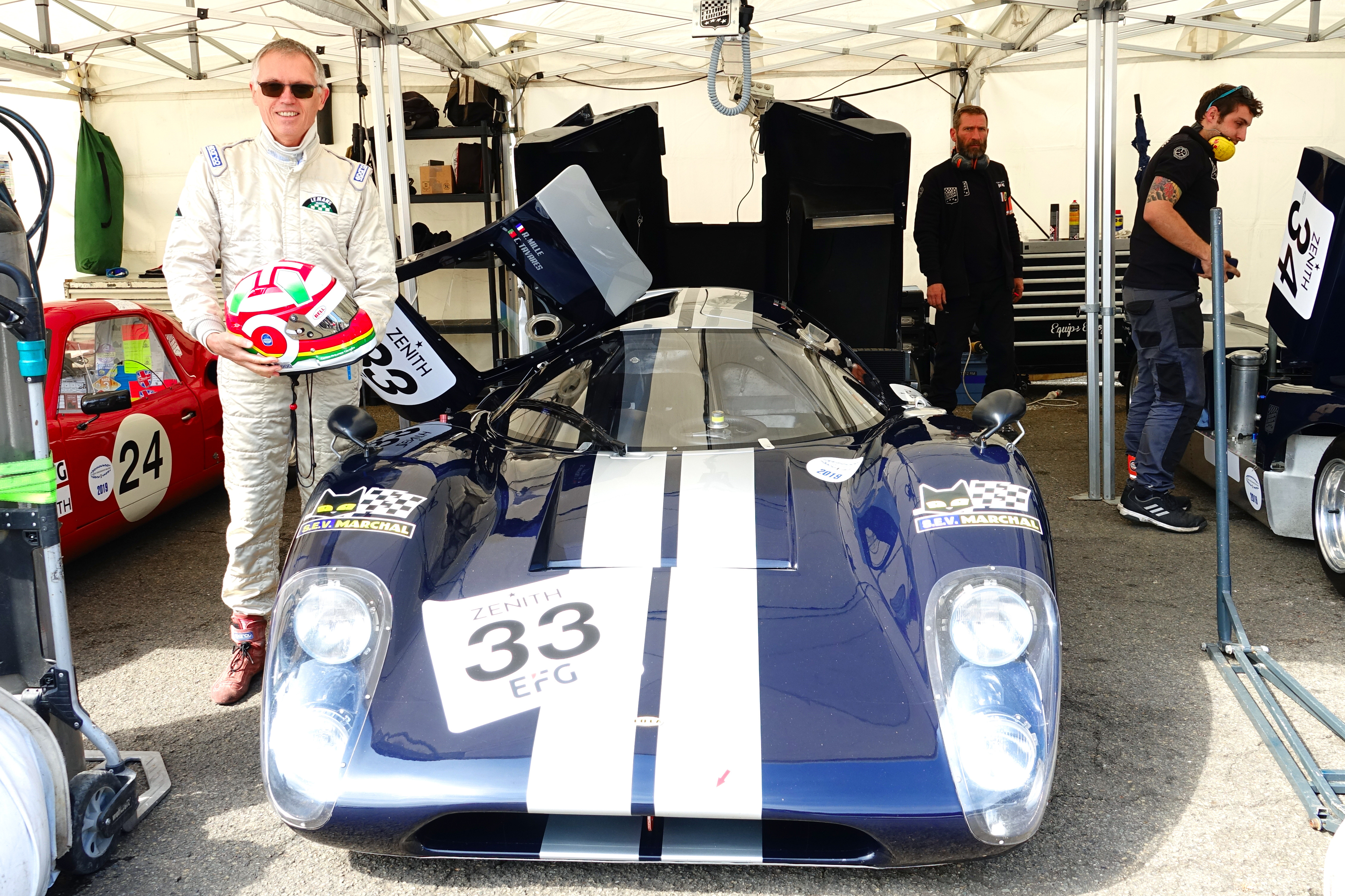
2019年